# Muang Boualapha
Muang Boualapha är ett distrikt i Laos.   Det ligger i provinsen Khammuan, i den centrala delen av landet, 400 km öster om huvudstaden Vientiane.